# غويلرمو مورينو
غويلرمو مورينو (بالإسبانية: Guillermo Moreno)‏ هو اقتصادي وسياسي أرجنتيني، ولد في 15 أكتوبر 1955 في بوينس آيرس في الأرجنتين. نشط حزبياً في Front for Victory ‏.